# Autechaux-Roide
Autechaux-Roide és un municipi francès situat al departament del Doubs i a la regió de Borgonya - Franc Comtat. L'any 2007 tenia 568 habitants.

## Demografia

### Població
El 2007 la població de fet d'Autechaux-Roide era de 568 persones. Hi havia 220 famílies de les quals 40 eren unipersonals (8 homes vivint sols i 32 dones vivint soles), 76 parelles sense fills, 92 parelles amb fills i 12 famílies monoparentals amb fills.
La població ha evolucionat segons el següent gràfic:
Habitants censats

### Habitatges
El 2007 hi havia 236 habitatges, 225 eren l'habitatge principal de la família, 4 eren segones residències i 7 estaven desocupats. 214 eren cases i 22 eren apartaments. Dels 225 habitatges principals, 204 estaven ocupats pels seus propietaris, 20 estaven llogats i ocupats pels llogaters i 1 estava cedit a títol gratuït; 3 tenien dues cambres, 25 en tenien tres, 62 en tenien quatre i 135 en tenien cinc o més. 199 habitatges disposaven pel capbaix d'una plaça de pàrquing. A 92 habitatges hi havia un automòbil i a 119 n'hi havia dos o més.

### Piràmide de població
La piràmide de població per edats i sexe el 2009 era:
| Homes | Edats   | Dones |
| ----- | ------- | ----- |
| 0     | 95 o +  | 0     |
| 0     | 90 a 94 | 0     |
| 4     | 85 a 89 | 12    |
| 4     | 80 a 84 | 4     |
| 8     | 75 a 79 | 8     |
| 12    | 70 a 74 | 8     |
| 12    | 65 a 69 | 12    |
| 24    | 60 a 64 | 20    |
| 32    | 55 a 59 | 20    |
| 28    | 50 a 54 | 16    |
| 24    | 45 a 49 | 32    |
| 20    | 40 a 44 | 16    |
| 12    | 35 a 39 | 24    |
| 12    | 30 a 34 | 4     |
| 12    | 25 a 29 | 8     |
| 20    | 20 a 24 | 0     |
| 32    | 15 a 19 | 20    |
| 12    | 10 a 14 | 32    |
| 8     | 5 a 9   | 8     |
| 8     | 0 a 4   | 8     |

## Economia
El 2007 la població en edat de treballar era de 362 persones, 255 eren actives i 107 eren inactives. De les 255 persones actives 246 estaven ocupades (130 homes i 116 dones) i 9 estaven aturades (6 homes i 3 dones). De les 107 persones inactives 45 estaven jubilades, 35 estaven estudiant i 27 estaven classificades com a «altres inactius».

### Ingressos
El 2009 a Autechaux-Roide hi havia 230 unitats fiscals que integraven 584,5 persones, la mediana anual d'ingressos fiscals per persona era de 20.437 €.

### Activitats econòmiques
Dels 14 establiments que hi havia el 2007, 3 eren d'empreses de fabricació d'altres productes industrials, 4 d'empreses de construcció, 3 d'empreses de comerç i reparació d'automòbils, 1 d'una empresa d'informació i comunicació, 1 d'una empresa financera, 1 d'una empresa immobiliària i 1 d'una empresa de serveis.
Dels 2 establiments de servei als particulars que hi havia el 2009, 1 era un guixaire pintor i 1 empresa de construcció.
L'any 2000 a Autechaux-Roide hi havia 9 explotacions agrícoles.

## Equipaments sanitaris i escolars
El 2009 hi havia una escola elemental.

## Poblacions més properes
El següent diagrama mostra les poblacions més properes.